# Geranium gymnocaulon
Geranium gymnocaulon är en näveväxtart som beskrevs av Dc.. Geranium gymnocaulon ingår i släktet nävor, och familjen näveväxter. Inga underarter finns listade i Catalogue of Life.